# Savinja
Savinja je levý přítok řeky Sávy ve Slovinsku. Pramení v Kamnicko-Savinjských Alpách, protéká skrze Horní savinjské údolí a Dolní savinjské údolí, kde u vesnice Zidani Most ústí do Sávy. Se svou délkou 102 kilometrů je šestou nejdelší slovinskou řekou a zároveň nejdelší řekou, která celá protéká Slovinskem. K významným levým přítokům patří Ljubnica ústící v Ljubně ob Savinji, Paka ústící v Rečici ob Paki, Ložnica a Voglajna v Celji a Gračnica u Rimských Toplic. Hlavní pravé přítoky jsou Lučnica v Luči, Dreta v Nazarji, Bolska ve Svetém Lovrencu a Rečica v Lašku.

## Galerie

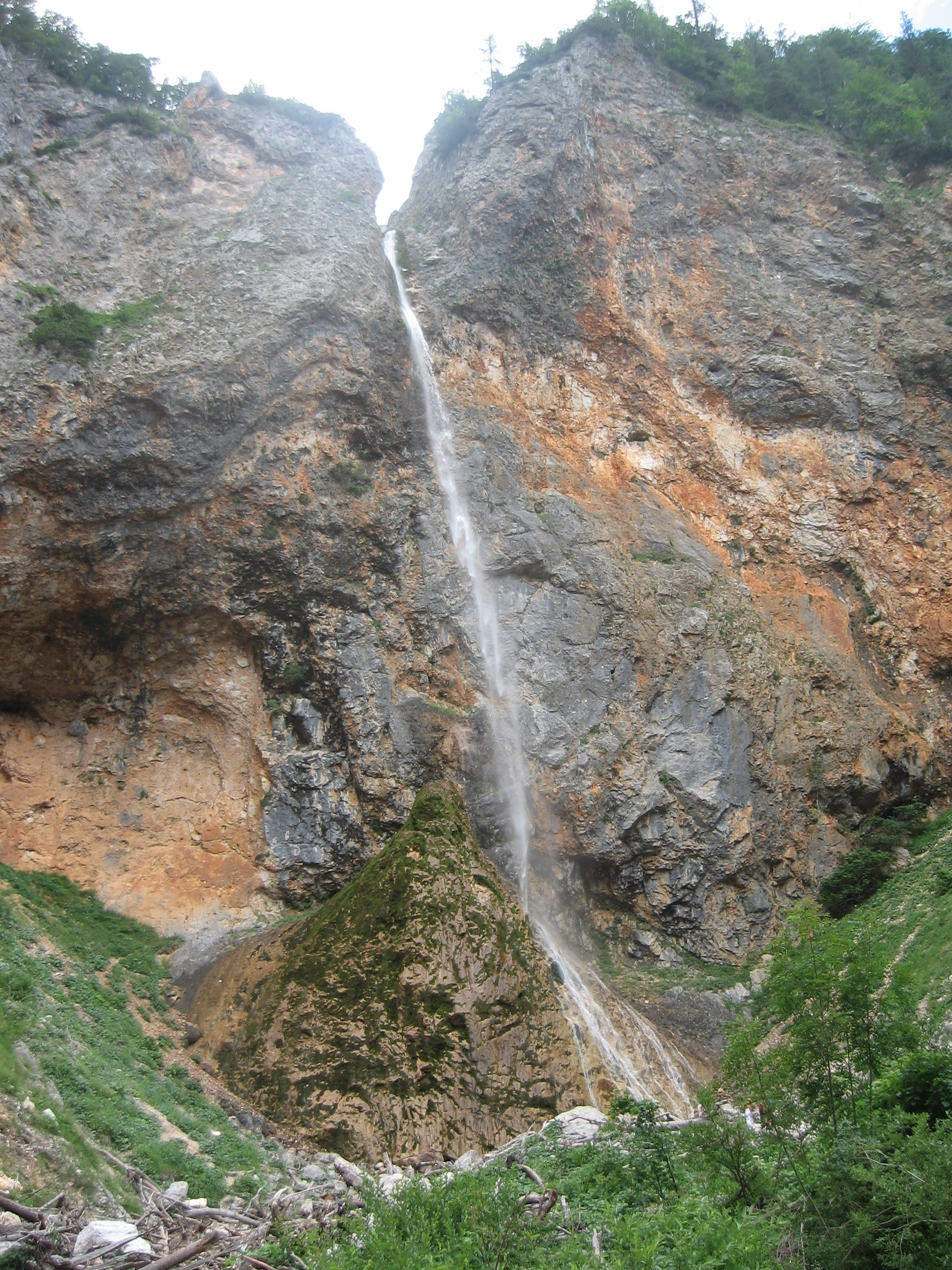
Vodopád Rinka
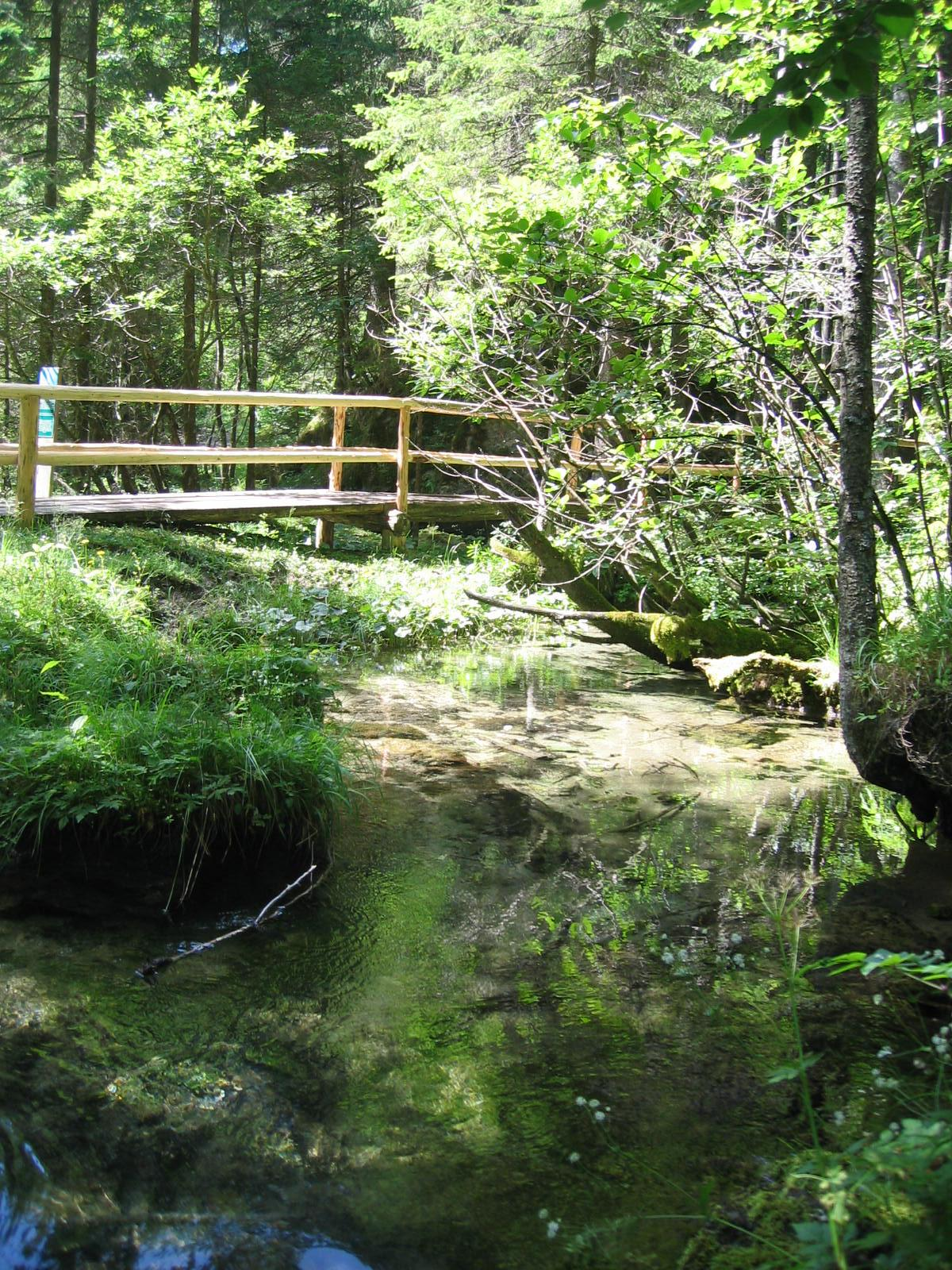
Črna, jeden ze zdrojů Savinji
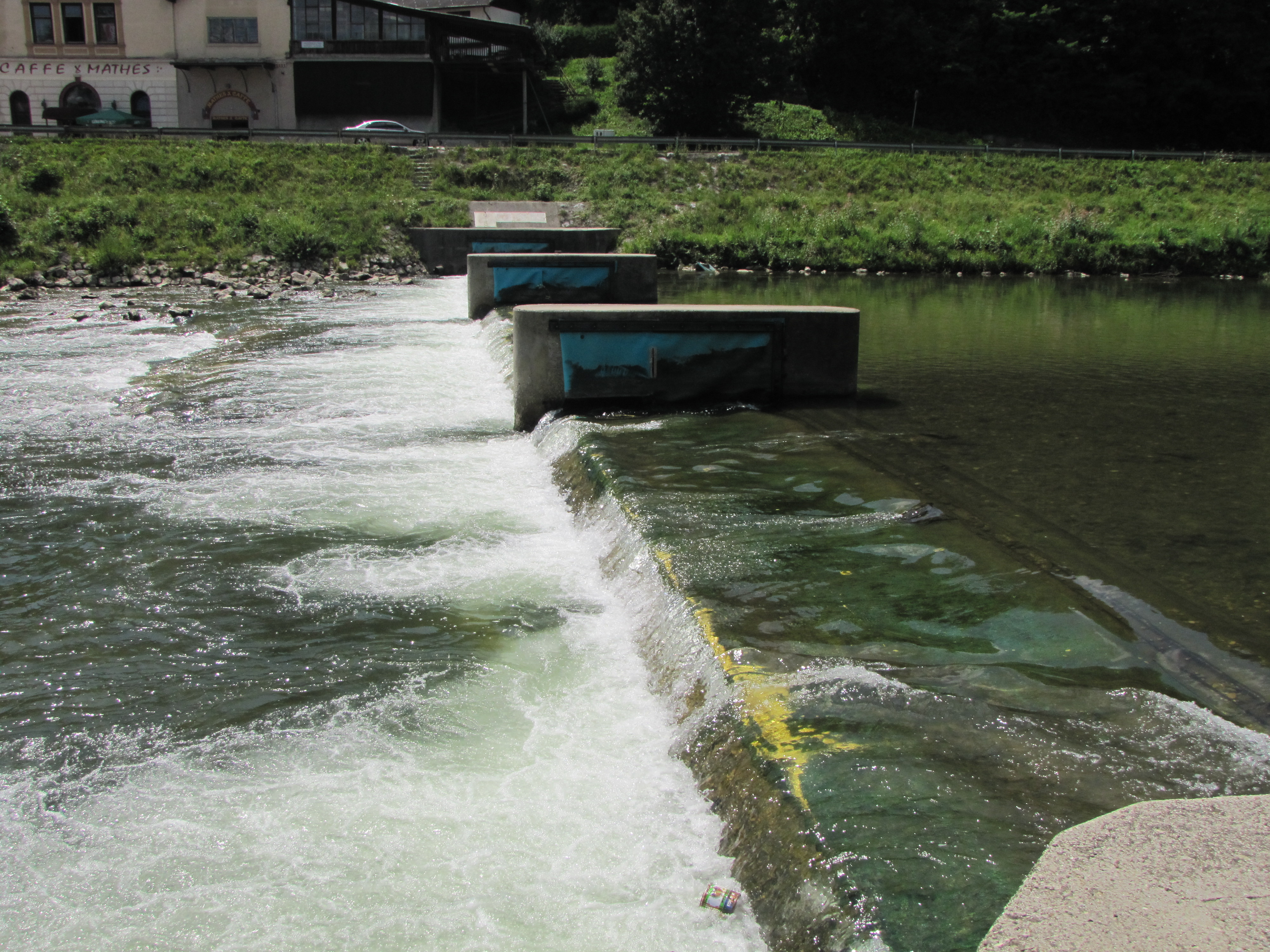
Jez 1 v Celji
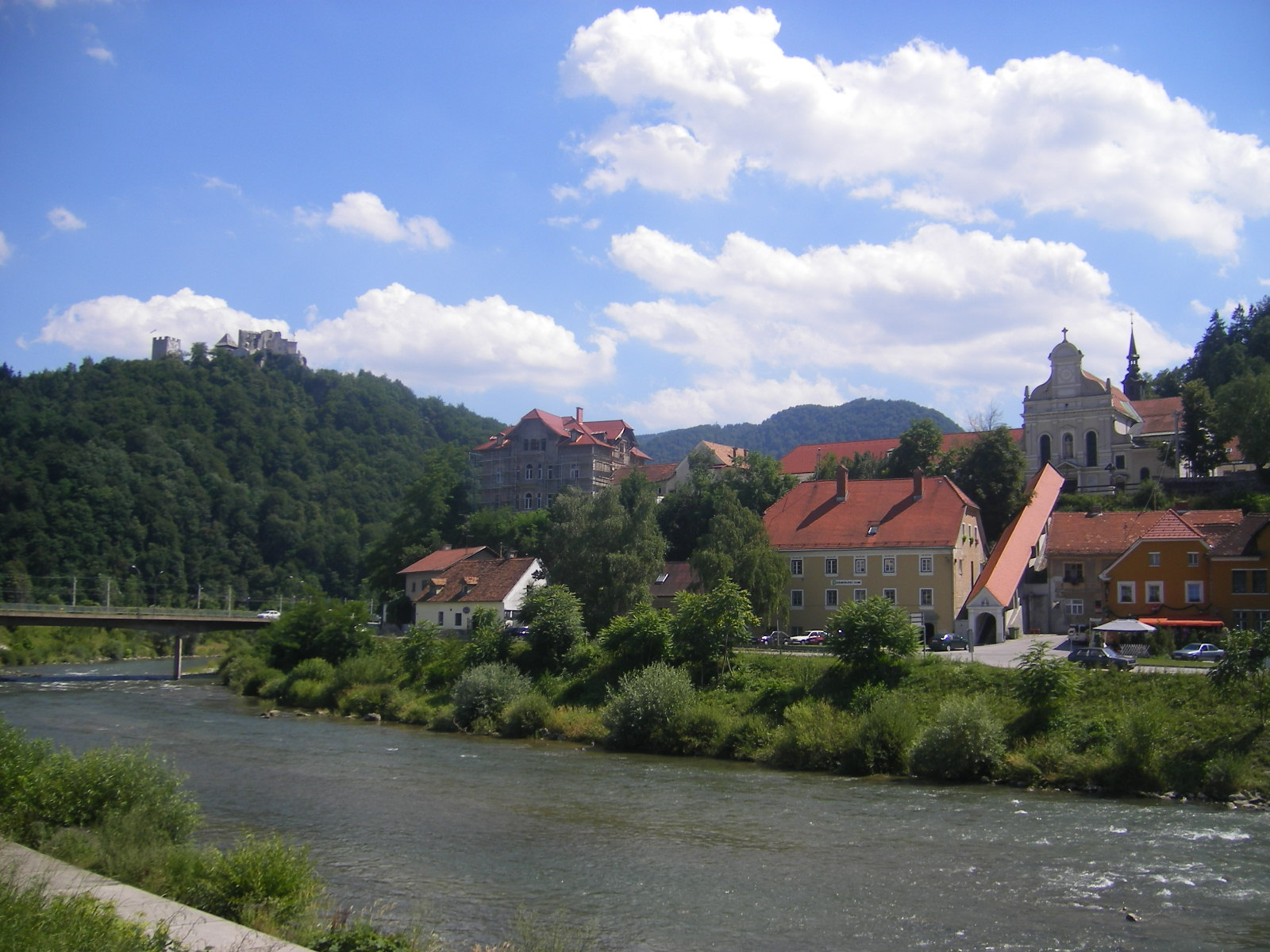
Savinja v Celji, Breg
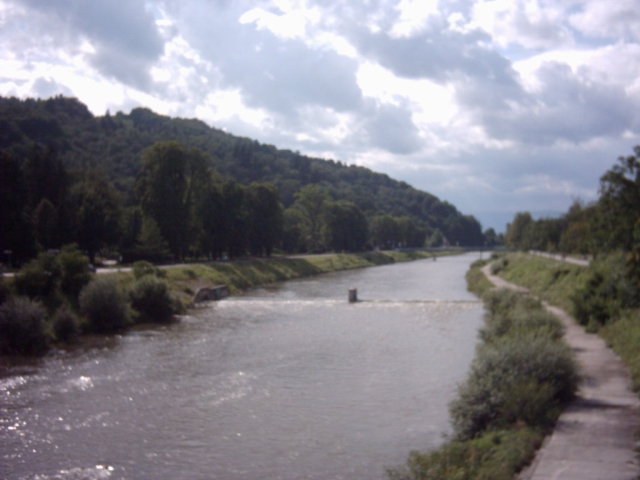
Savinja v Celji před ohybem na jih proti Lašku
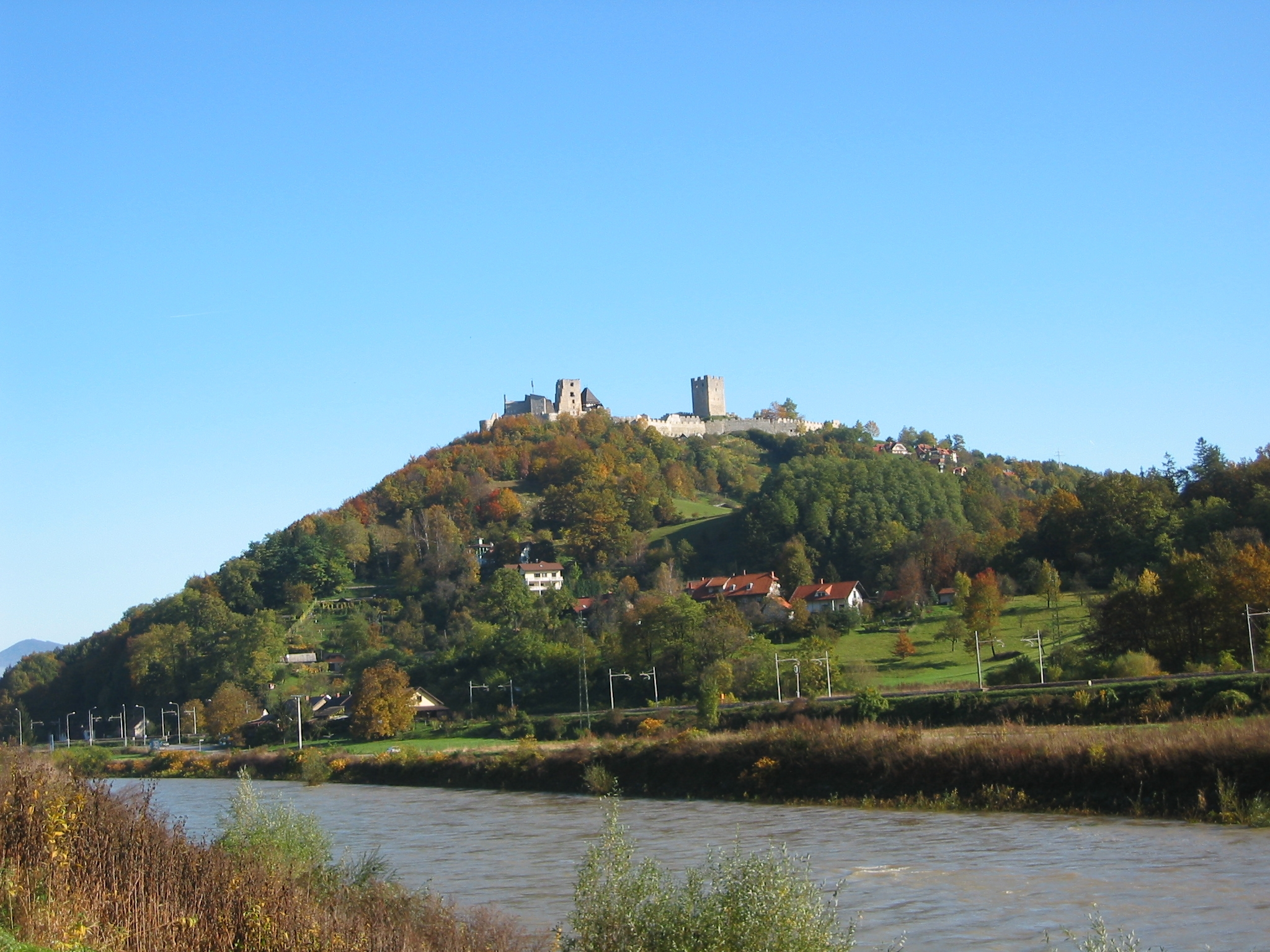
Savinja pod Celjským hradem v Pečovniku
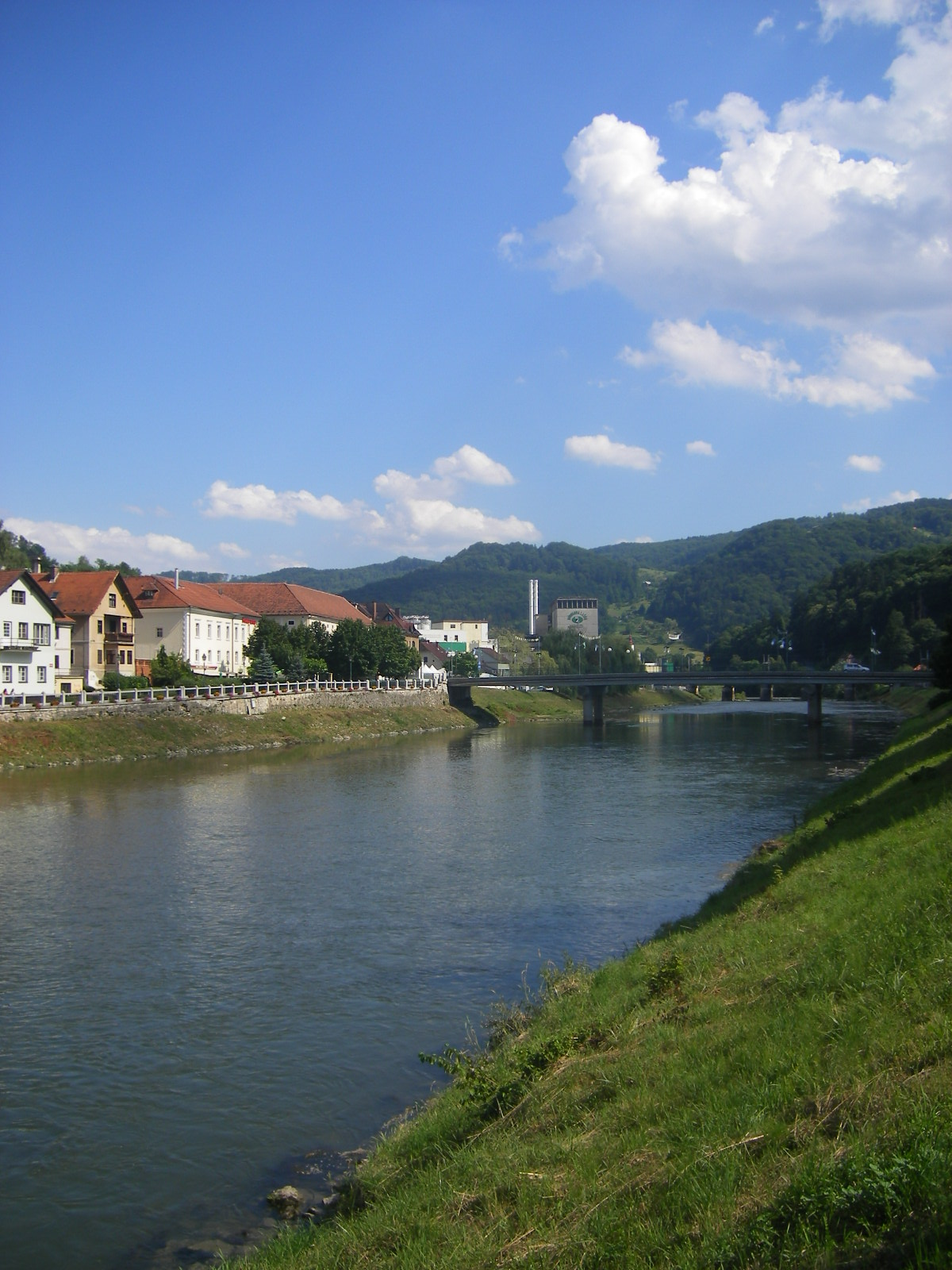
Savinja v Lašku
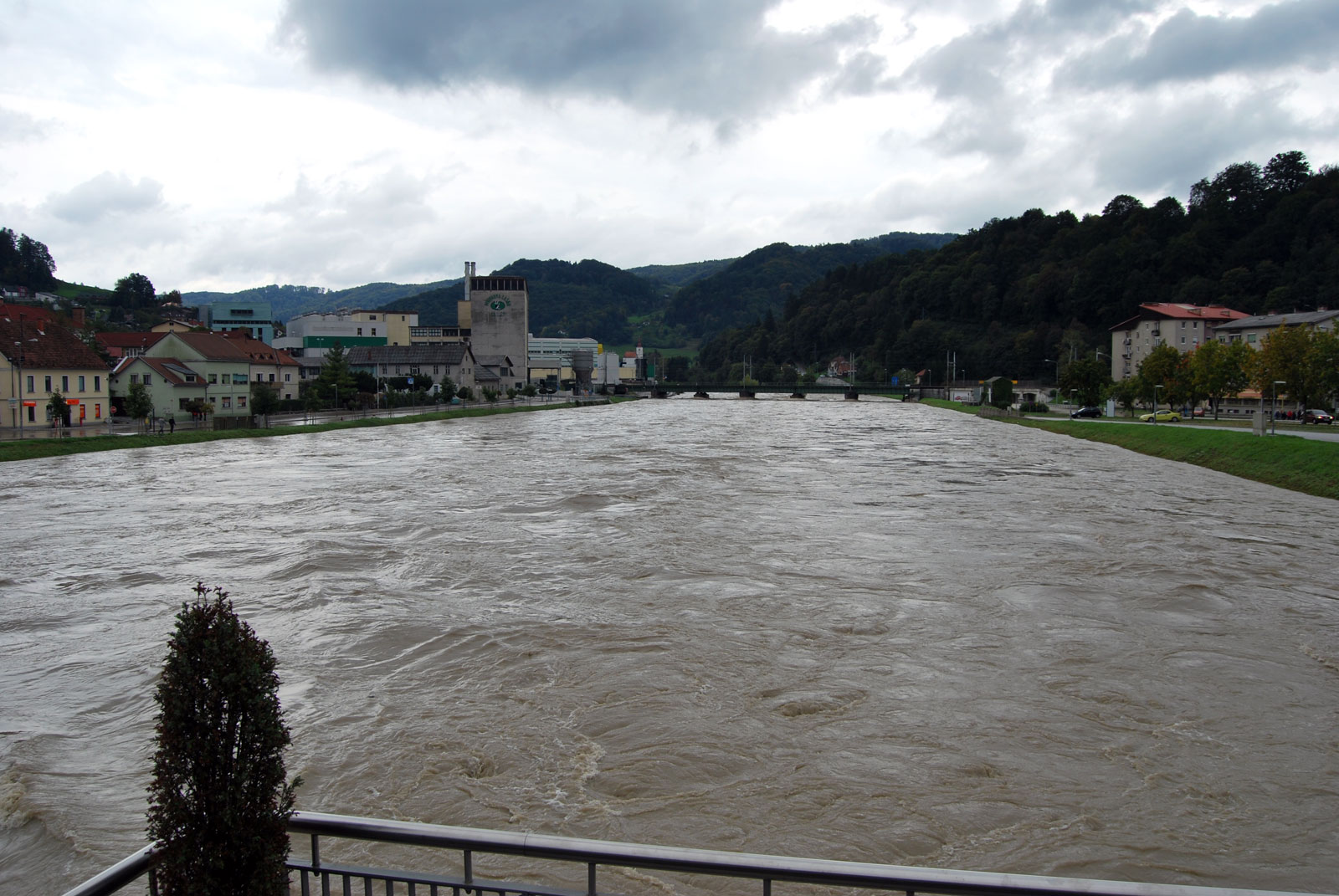
Savinja během záplav v Lašku, 20. září 2010
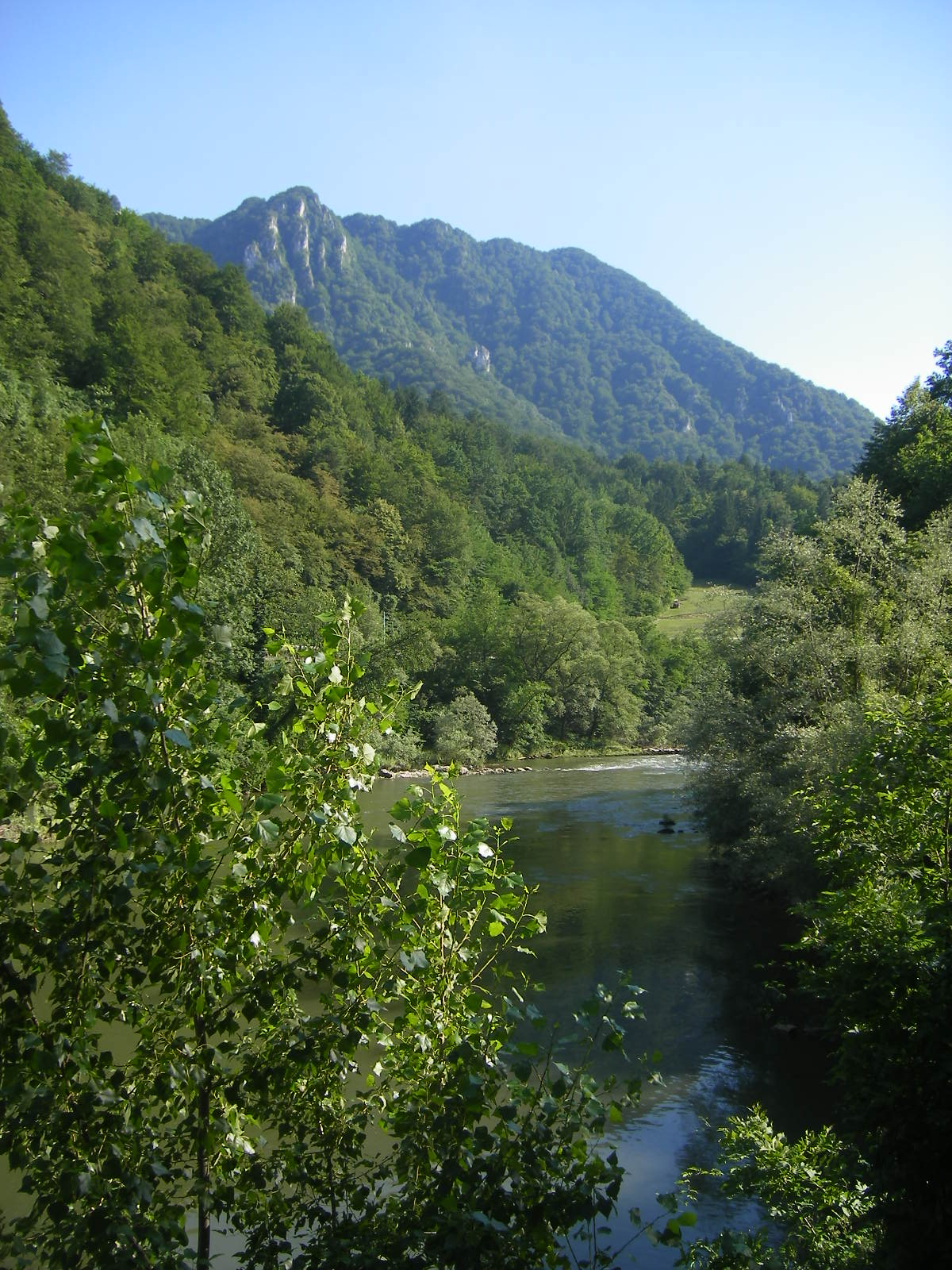
Savinja mezi Laškem a Zidani Mostem
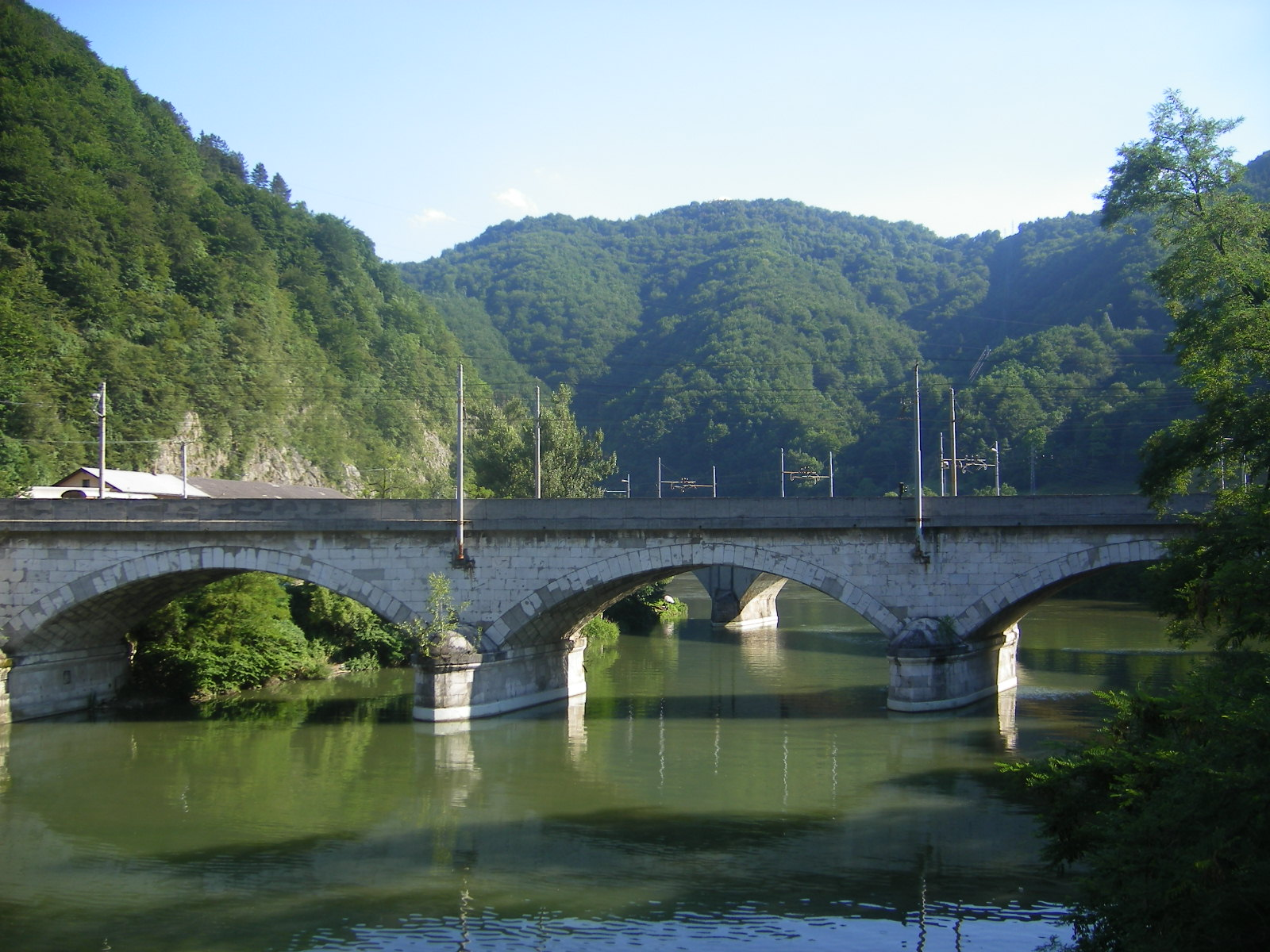
Ústí Savinji do Sávy v Zidani Mostu a železniční mosty